# Zooxantela

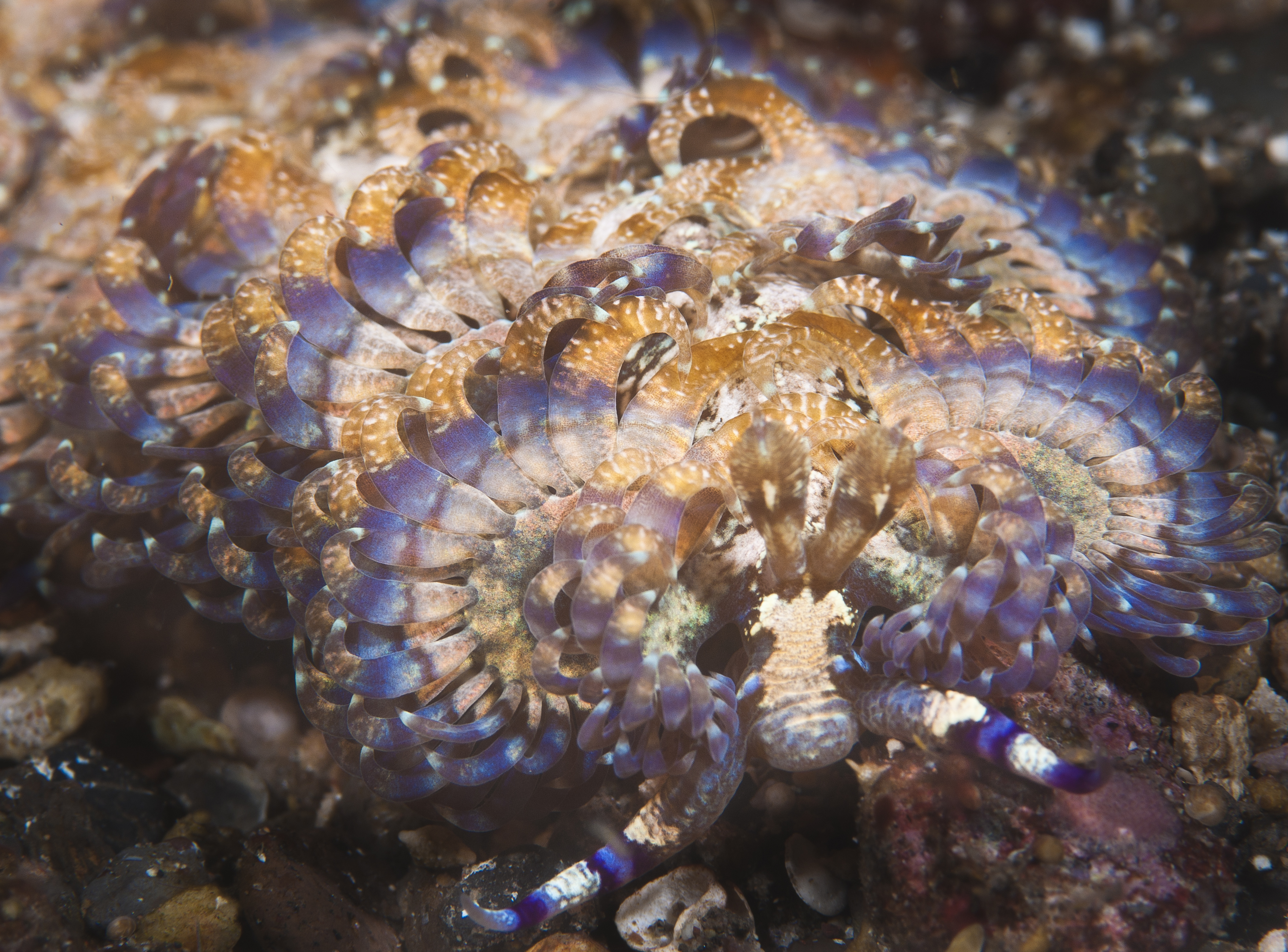
O nudibrânquio Pteraeolidia ianthina exibindo a coloração dourada que resulta da presença de zooxantelas nos seus tecidos.

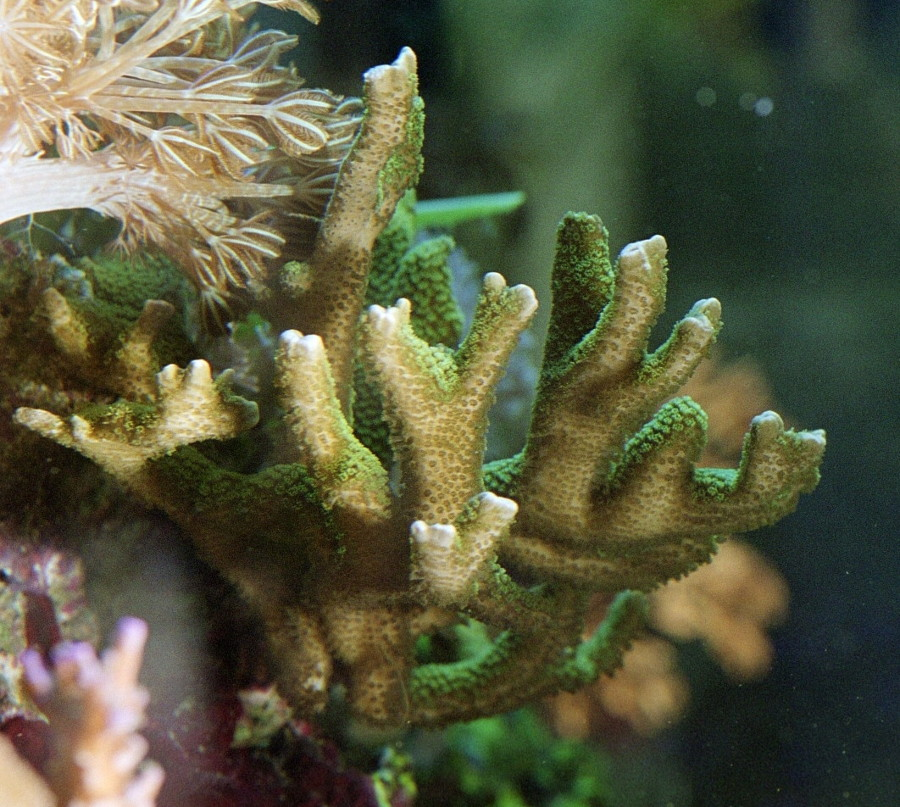
O coral Montipora digitata colorido pela presença de zooxantelas.

Zooxantela, por vezes simplesmente xantela ou zoox, é a designação dada ao conjunto de organismos unicelulares fotossintéticos de coloração amarelada ou acastanhada (quando verdes são geralmente referidos por zooclorelas), pertencentes a diversos taxa, que vivem em endossimbiose com os corais, nudibrânquios e outros animais e protistas heterotróficos marinhos. Esta simbiose permite o desenvolvimento de organismos heterotróficos em águas marinhas tropicais pobres em nutrientes, onde a densidade de fitoplâncton é insuficiente para suportar uma cadeia trófica robusta. Apenas a atividade fotossintética dos endossimbiontes permite o aparecimento nessas águas de biocenoses de elevada produtividade primária, como os recifes de coral. A designação foi utilizada para referir qualquer endossimbionte fotossintético que ocorra em organismos marinhos, sendo actualmente desencorajado o seu uso na literatura científica devido à imprecisão que resulta da sua aplicação a relações simbióticas taxonomicamente muito diversas.

## Descrição
As zooxantelas são protistas, de vários grupos taxonómicos, que vivem como endossimbiontes nos tecidos de vários organismos marinhos, estes também pertencentes a diversos agrupamentos taxonómicos. Têm em comum a forma atecada ou esférica das suas células quando no interior dos tecidos do hospedeiro, exibindo com frequência coloração dourada, razão pela qual foram inicialmente consideradas como um único género (Zooxanthella K.Brandt, de onde derivou a actual designação do grupo).
As zooxantelas vivem no interior do corpo do hospedeiro, imersas no protoplasma celular ou ocupando o espaço intercelular, e través da fotossíntese alimentam o hospedeiro com açúcares, aminoácidos e outros produtos orgânicos e recebendo dele dióxido de carbono e nutrientes. Esta relação simbiótica favorece ambos os organismos, permitindo manter o crescimento num meio pobre em nutrientes dissolvidos e em suspensão e por isso com baixa produtividade primária planctónica.
Apesar da grande diversidade taxonómica existente entre os organismos que as produzem, a maioria das zooxantelas são dinoflagelados (com destaque para o género Symbiodinium), embora sejam também frequentes diatomáceas e microalgas pertencentes ao filo Cryptophyta (Cryptomonas) e à classe Chrysophyceae (Chrysomonas).
Entre os hospedeiros contam-se foraminíferos (Foraminifera), corais-pétreos (Scleractinia), múltiplos corais moles do grupo Octocorallia e diversos outros antozoários, algumas alforrecas, hidrocorais (género Millepora) e alguns moluscos, entre os quais os mexilhões gigantes (Tridacnidae). Também são frequentes as zooxantelas entre os nudibrânquios (Nudibranchia), como por exemplo na espécie Pteraeolidia ianthina, e em outros tipos de esponjas (Porifera). Todos os corais envolvidos na construção dos recifes de coral tropicais têm zooxantelas como endossimbiontes, devendo à sua presença a coloração que ostentam.
Algumas espécies de nudibrânquio, como Spurilla neapolitana, também possuem zooxantelas nos seus tecidos, provavelmente provenientes da ingestão das anémonas que predam.
Nos foraminíferos a simbiose é opcional, sendo que, em princípio, ambas as espécies podem viver isoladas, mas no caso dos corais hermatípicos (os corais que criam os recifes de coral tropicais) a simbiose é obrigatória, já que a perda das zooxantelas leva à descoloração dos corais (o branqueamento dos corais) e à sua morte. Essa dependência resulta das zooxantelas absorverem o dióxido de carbono libertado pelos corais e fornecerem diversos nutrientes de volta. Os aminoácidos produzidos pelos pólipos estimulam a produção de glicerol, composto directamente relacionada com a respiração do coral. A redução da vitalidade ou o desaparecimento das zooxantelas está na origem do colapso de alguns ecossistemas coralinos dos trópicos e subtrópicos.
Designa-se por cleptoplastia os casos em que as células dos protistas não conseguem sobreviver nos tecidos do hospedeiro, mas em que os cloroplastos permanecem activos no protoplasma do hospedeiro.